# NGC 5343
NGC 5343 é uma galáxia elíptica (E-S0) localizada na direcção da constelação de Virgo. Possui uma declinação de -07° 35' 18" e uma ascensão recta de 13 horas, 54 minutos e 11,7 segundos.
A galáxia NGC 5343 foi descoberta em 5 de Março de 1785 por William Herschel.